# البهائية في أوقيانوسيا
البهائية هي ديانة أقلية في جميع دول أوقيانوسيا. توجد مشارق الأذكار في أستراليا وساموا وفانواتو، كما أن هناك مشرق أذكار آخر قيد الإنشاء في بابوا غينيا الجديدة. كان ماليتوا تانونافيلي الثاني، زعيم دولة ساموا، من أتباع الديانة البهائية، وهو أول رأس دولة بهائي.

## أستراليا

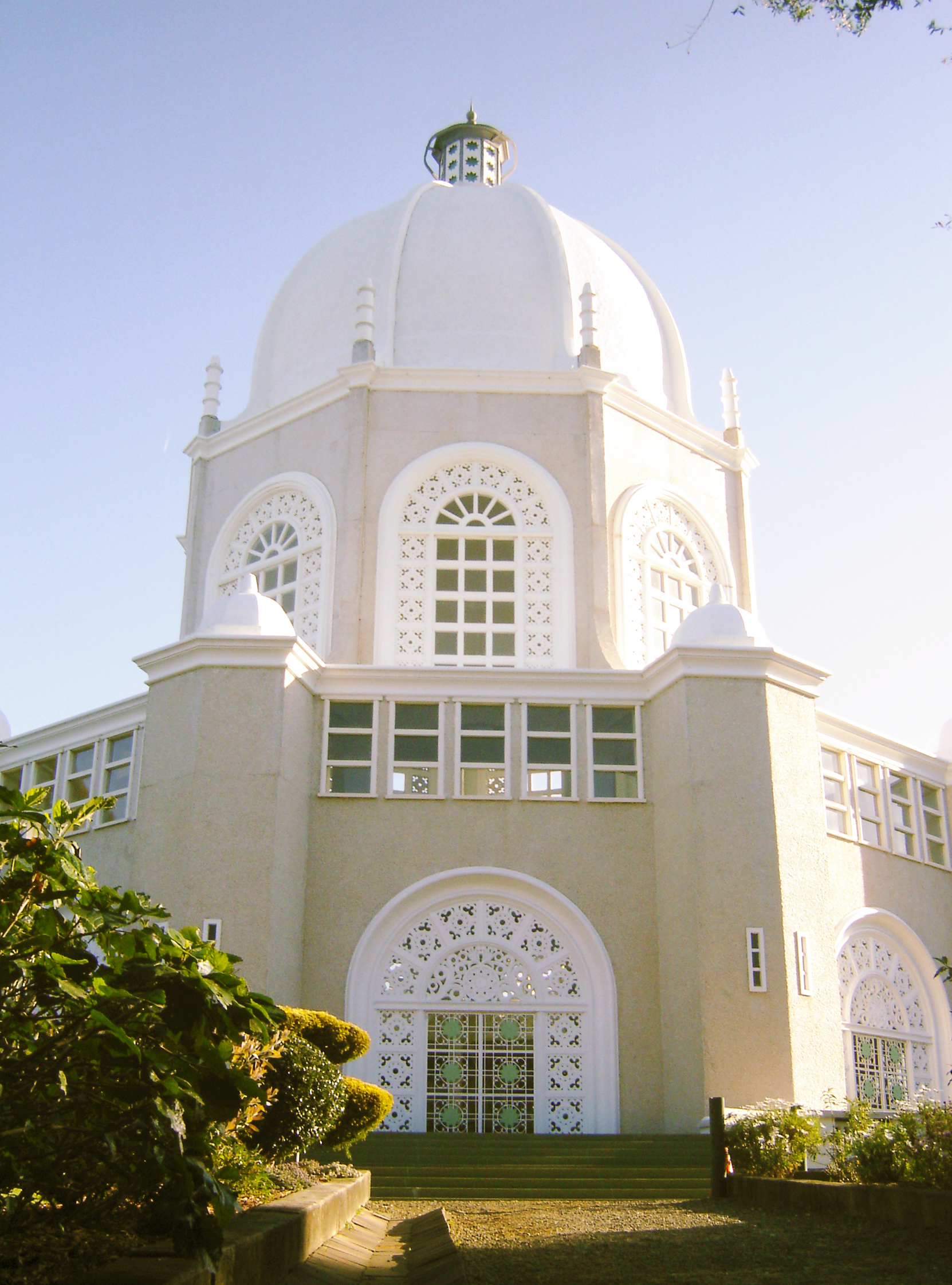
مشرق أذكار في سيدني.

تعود بدايات البهائية في أستراليا إلى عام 1916 حين أشار إليها عبد البهاء، ابن مؤسس الديانة، في أحد ألواحه. تلا ذلك قدوم جون وكلارا دن، مهاجرين من المملكة المتحدة والولايات المتحدة، إلى أستراليا عام 1920. وقد وجدا من هو مستعد لاعتناق البهائية في عدة مدن، كما انضم إليهم مهاجرون بهائيون آخرون. تم انتخاب أول تجمع روحي في ملبورن، وتبع ذلك أول انتخاب رسمي لتجمع روحي وطني عام 1934.
عندما اشتد اضطهاد البهائيين في إيران عام 1955، علّق شوقي أفندي، الذي كان رئيس الديانة آنذاك، خطة بناء مشرق أذكار في طهران، وبدلاً من ذلك كلف ببناء مشرق أذكار في كامبالا وآخر في سيدني. وبحسب جنيفر تايلور، مؤرخة من جامعة سيدني، فإن المعبد في سيدني يُعد من بين أربعة مبانٍ دينية ذات أهمية كبرى بُنيت في المدينة خلال القرن العشرين. وكان رابع مشرق أذكار يُستكمل على مستوى العالم، حيث تم تدشينه عام 1961. وقد وصفه شوقي أفندي بـ"مشرق الأذكار الأم لكامل منطقة المحيط الهادئ" و"مشرق الأذكار الأم للنقطة الجغرافية المقابلة".
ورغم أن دخول البهائيين الإيرانيين إلى البلاد كان مرفوضًا عام 1948، فقد بدأ السماح لهم بالدخول عام 1973 بعد أن تجددت حملات الاضطهاد في إيران. ومنذ الثمانينات، انخرط البهائيون في أستراليا في عدد من القضايا المدنية وتحدثوا عنها علنًا، بدءًا من المبادرات بين الأديان مثل فعالية غذاء الروح إلى مؤتمرات حول قضايا السكان الأصليين، والسياسات الوطنية المتعلقة بالمساواة في الحقوق والأجور بين الجنسين.
وقد أحصى التعداد السكاني لعام 2001 عدد أفراد المجتمع البهائي في أستراليا بنحو 11,000 شخص، ويضم هذا المجتمع بعض الشخصيات المعروفة (انظر البهائية).

## غوام
تتواجد البهائية في غوام منذ أكثر من خمسين عامًا. وتُعد جزءًا من التجمع الروحي في جزر ماريانا الشمالية، ويوجد في غوام ست تجمعات محلية تمتلك تجمعات روحية. كما يوجد مركز وطني للبهائيين في هاغاتنيا.

## هاواي
في عام 2000، قدّر بول سجوكيست من التجمع الروحي في جزر هاواي أن عدد أتباع البهائية في هاواي قد يصل إلى 1000 شخص.

## كيريباس
الوحيد من السكان غير المسيحيين الذين يشكلون مجموعة كبيرة نسبيًا في كيريباس هم البهائيون. بدأت البهائية في كيريباس بعد عام 1916، عندما أشار عبد البهاء، وكان حينها رئيس الدين، إلى وجوب إيصال الدعوة البهائية إلى جزر غيلبرت، التي تُشكل جزءًا من كيريباس الحديثة.
وصل أول البهائيين ضمن خطط التدريس البهائي إلى جزيرة أبايانغ (وتُعرف أيضًا باسم جزيرة شارلوت، إحدى جزر غيلبرت) في 4 مارس 1954.
واجهوا معارضة شديدة من بعض الكاثوليك في الجزر، وتم ترحيلهم لاحقًا، كما تم نفي أول شخص يعتنق البهائية إلى جزيرته الأصلية. ومع ذلك، تكوّن مجتمع يضم أكثر من 200 بهائي خلال عام واحد فقط، وتم تأسيس تجمع روحي محلي.
وبعد ثلاث سنوات، وُجد أن الجزيرة التي نُفي إليها أول بهائي قد أصبح فيها عشرة بهائيين. وبحلول عام 1963، كان هناك 14 تجمع روحي محلي.
ومع استقلال توفالو وتشكيل كيريباس من جزر غيلبرت وغيرها، أعيد تنظيم المجتمع البهائي إلى تجمعات روحية وطنية منفصلة في عام 1981.
أسس البهائيون عددًا من المدارس بحلول عام 1963، ولا تزال هذه المؤسسات قائمة حتى اليوم — ومن أبرزها معهد أووتان ماراوا البهائي المهني، الذي يُعد المؤسسة الوحيدة لتدريب معلمي رياض الأطفال في كيريباس.
تُظهر إحصائيات التعداد السكاني أن نسبة البهائيين تتراوح بين 2 و3%، بينما تدّعي الطائفة البهائية أن نسبتهم تفوق 17%. ووفقًا لأرقامهم، فإن أكثر من 10,000 من السكان المحليين انضموا إلى البهائية خلال الخمسين عامًا الماضية، ويوجد حاليًا 38 تجمع روحي محلي.

## جزر مارشال
بدأ وجود الديانة البهائية في جزر مارشال بعد عام 1916 عندما ذكر عبد البهاء، الذي كان حينها رئيس الدين، أن على البهائيين أن ينشروا الدين هناك. وصلت أول بهائية إلى الجزر ضمن خطط التدريس البهائي في أغسطس 1954، لكنها لم تستطع البقاء إلا حتى مارس 1955. ومع ذلك، وبفضل تتابع الرواد الجدد والمعتنقين، تم تأسيس أول تجمع روحي في ماجورو عام 1967. واصل المجتمع نموه، وفي عام 1977 تم انتخاب أول تجمع روحي الوطني. وقبل عام 1992، بدأ البهائيون بتشغيل مدارس حكومية بعقود مع الحكومة. وتشير التقديرات المتوسطة لعدد البهائيين إلى أكثر من 1000 شخص، أي حوالي 1.5٪ من السكان عام 2000.

## كاليدونيا الجديدة
تم ذِكر الديانة البهائية لأول مرة في كاليدونيا الجديدة من قبل عبد البهاء عام 1916، إلا أن أول بهائي زار المنطقة كان في عام 1952، وكانت زيارته مؤقتة بسبب السياسات المقيّدة تجاه الزوار الناطقين بالإنجليزية. في عام 1961 أصبحت "جينيت أوثي" أول شخص من سكان كاليدونيا الجديدة يعتنق الدين، وبمشاركة بهائيين آخرين ومبشّرين، تم انتخاب أول تجمع روحي محلي للبهائيين في نوميا.
تم انتخاب تجمع روحي وطني للبهائيين في كاليدونيا الجديدة عام 1977. ومنذ ذلك الحين، تنامت الأنشطة والمشاركات البهائية في المجتمع المحلي. ووفقًا لتقرير عام 2001، بلغ عدد البهائيين في البلاد نحو 1,070 شخصًا، مع استمرار النمو.

## نيوزيلندا
بينما ذُكرت أولى الأحداث المرتبطة بتاريخ البهائية في نيوزيلندا عام 1846، بدأ الاتصال المستمر مع الدين حوالي عام 1904، عندما بدأ أفراد يتواصلون مع البهائيين، ونُشرت بعض المقالات حول الدين في وسائل الإعلام النيوزيلندية منذ عام 1908. كانت دوروثيا سبيني، التي وصلت من نيويورك إلى أوكلاند عام 1912، أول بهائية موثقة في البلاد. وبعد ذلك بوقت قصير، اعتنق شخصان الدين حوالي عام 1913، هما روبرت فلكين، الذي التقى عبد البهاء في لندن عام 1911 وانتقل إلى نيوزيلندا في 1912 ويُعتبر بهائيًا بحلول عام 1914، ومارغريت ستيفنسون، التي سمعت عن الدين لأول مرة عام 1911، وأفادت بنفسها أنها كانت بهائية بحلول عام 1913. وبعد أن كتب ʻAbdu'l-Bahá ألواح الخطة الإلهية التي ذكر فيها نيوزيلندا، شهد المجتمع البهائي نموًا سريعًا، حتى تم محاولة تشكيل أول محفل روحاني في البلاد عام 1923، ثم تم تشكيله بنجاح في عام 1926. انتخب البهائيون في نيوزيلندا أول تجمع روحي مستقل عام 1957. وبحلول عام 1963، كان هناك أربعة محافل، و18 منطقة بها مجموعات صغيرة من البهائيين. أما التعداد السكاني لعام 2006، فقد أشار إلى وجود حوالي 2800 بهائي، في نحو 45 محفلًا محليًا، بالإضافة إلى حوالي 20 مجموعة صغيرة، في حين قدّرت جمعية أرشيف بيانات الأديان عدد البهائيين بنحو 7000 شخص عام 2005.

## بابوا غينيا الجديدة
بدأت الديانة البهائية في بابوا غينيا الجديدة بعد عام 1916 عندما ذكر عبد البهاء، رئيس الدين آنذاك، أن البهائيين يجب أن ينقلوا الدين إلى هناك. وصل أول البهائيين إلى بابوا غينيا الجديدة في عام 1954، وهو ما يُطلق عليه البهائيون "خطط التدريس البهائي". ومع تحول بعض السكان المحليين إلى الدين، تم انتخاب أول تجمع روحي في 1958. تم انتخاب أول تجمع روحي في 1969.
قدرت جمعية بيانات الأديان (استنادًا إلى الموسوعة المسيحية العالمية) أن عدد البهائيين في بابوا غينيا الجديدة كان حوالي 60,000 شخص أو ما يعادل 0.9% من السكان في عام 2005، رغم أن كتاب حقائق العالم لعام 2012 قدر العدد بنحو ثلث هذا الرقم استنادًا إلى إحصائيات التعداد الوطني لعام 2000. على أي حال، يُعد الدين البهائي أكبر ديانة أقلية في بابوا غينيا الجديدة، وإن كانت صغيرة الحجم. يجري حاليًا بناء بيت العبادة البهائي الوطني في بابوا غينيا الجديدة منذ عام 2019.

## ساموا
بدأت الديانة البهائية في ساموا وساموا الأمريكية بعد أن ذكر عبد البهاء، رئيس الدين آنذاك، جزر ساموا في عام 1916، مما ألهم البهائيين المتوجهين إلى أستراليا التوقف في ساموا في عام 1920. بعد أربعة وثلاثين عامًا، وصل بهائي آخر من أستراليا إلى ساموا في عام 1954. مع أول المعتنقين للدين تم انتخاب أول التجمع الروحي (البهائية) في 1961, وتم انتخاب أول تجمع روحي في 1970. بعد اعتناق ماليتوا تانونافيلي الثاني، رئيس دولة ساموا آنذاك، للدين البهائي، تم الانتهاء من بناء أول مشارق الأذكار في جزر المحيط الهادئ في عام 1984، ووصل عدد البهائيين في ساموا إلى أكثر من 3,000 شخص في حوالي عام 2000.

## تونغا
بدأت الديانة البهائية في تونغا بعد أن تم تحديد هدف تقديم الديانة في عام 1953، ووصل البهائيون إلى تونغا في عام 1954. مع التحولات وخطط التدريس البهائي، تم انتخاب أول تجمع روحي في عام 1958. من عام 1959، أصبح البهائيون في تونغا ومؤسساتهم المحلية أعضاء في الجمعية الروحية الإقليمية في جنوب المحيط الهادئ. بحلول عام 1963، كان هناك خمسة تجمعات محلية. بعد أقل من أربعين عامًا، في عام 1996، أسس البهائيون في تونغا مدرستهم البهائية المرموقة في شكل مدرسة محيط النور الدولية. بحلول عام 2004، كان هناك 29 تجمعًا روحيًا محليًا وكان حوالي 5% من السكان الوطنيين أعضاء في البهائية، رغم أن لجنة بث تونغا كانت تحافظ على سياسة لا تسمح بمناقشة مؤسس الديانة البهائية، بهاء الله، من قبل أعضائها في البث الإذاعي.

## توفالو
تُمارس الديانة البهائية من قبل 3% من سكان توفالو. هناك أعداد كبيرة نسبيًا من البهائيين في جزيرة نانوميا في توفالو.

## فانواتو
الديانة البهائية موجودة في فانواتو منذ عام 1953 وتم تأسيس الإدارة الوطنية كـ الجمعية الروحية الوطنية لجنوب بحر الصين في عام 1977. مجتمع الديانة في فانواتو يقيم حاليًا عبادات جماعية ودروس للأطفال. تم الإعلان عن تصميم معبد بهائي من تصميم أشكان مستغيم لجزيرة تانّا، حيث تم الكشف عن التصميم في عام 2017. في 13 نوفمبر 2021، تم افتتاح المعبد في مدينة ليناكل.

## قراءة إضافية
- Hassall، Graham (1992). "المجتمعات البهائية في المحيط الهادئ 1950–1964". في Rubinstein، Donald H. (المحرر). تاريخ المحيط الهادئ: أوراق من مؤتمر رابطة تاريخ المحيط الهادئ الثامن. University of Guam Press & Micronesian Area Research Center, Guam. ص. 73–95.
- Hassall، Graham (2005). "الديانة البهائية في المحيط الهادئ". في Herda، Phyllis؛ Hilliard، David؛ Reilly، Michael (المحررون). الرؤية والواقع في دين المحيط الهادئ: مقالات تكريماً لـ نيل غونسون. Pandanus Books. ص. 73–95. ISBN:1-74076-119-7.
- Hassall، Graham (2009). "الديانة البهائية". في Jupp، James (المحرر). Encyclopedia of Religion in Australia. Cambridge: Cambridge University Press. ص. 168–171. ISBN:978-0-521-86407-7. مؤرشف من الأصل في 2025-02-14. اطلع عليه بتاريخ 2017-01-14.
- Hassall، Graham (2012). "الديانة البهائية في أستراليا 1947-1963". Journal of Religious History. ج. 36 ع. 4: 563–576. DOI:10.1111/j.1467-9809.2012.01231.x.
- Hassall، Graham (2022). "الفصل 48: أوقيانوسيا". في Stockman، Robert H. (المحرر). عالم الديانة البهائية. أوكسفوردشاير، المملكة المتحدة: روتليدج (دار نشر). ص. 591–602. DOI:10.4324/9780429027772-55. ISBN:978-1-138-36772-2. S2CID:244697166.

## روابط خارجية
- Bahai.org: المجتمعات البهائية في أسترالاسيا
- إحصائيات العالم البهائية
- adherents.com[usurped] – موقع ويب عن أتباع الأديان المتعددة
  - adherents.com[usurped] – إحصائيات محددة حول المجتمعات البهائية